# Androcymbium rechingeri
Androcymbium rechingeri är en tidlöseväxtart som beskrevs av Werner Rodolfo Greuter. Androcymbium rechingeri ingår i släktet Androcymbium och familjen tidlöseväxter. IUCN kategoriserar arten globalt som starkt hotad. Inga underarter finns listade i Catalogue of Life.